# Thomas Schneider
Thomas Schneider (Rheinhausen (Breisgau), 24 november 1972) is een Duits voetbalcoach en voormalig voetballer. Begin 2014 werd hij ontslagen als trainer coach van VfB Stuttgart en opgevolgd door de Nederlander Huub Stevens.

## Erelijst
VfB Stuttgart
- Bundesliga

1992
- DFB-Pokal

1997